# Hold Me
Hold Me är en låt framförd av den azerbajdzjanska sångaren Fərid Məmmədov. Texten är skriven av John Ballard och Ralph Charlie medan musiken är komponerad av Dimitris Kontopoulos.

## Eurovision
Den 14 mars 2013 blev det klart att låten kommer att vara Azerbajdzjans bidrag i Eurovision Song Contest 2013.